# Renato Raskel
Renato Ranuči (ital. Renato Ranucci; 27. april 1912 — 2. januar 1991), poznatiji kao Renato Raskel (ital. Renato Rascel), bio je italijanski filmski glumac, pevač i tekstopisac. Pojavio se u 50 filmova između 1942. i 1972. godine, te je predstavljao Italiju na Pesmi Evrovizije 1960.

## Biografija
Rođen je u Torinu (uvek je žalio zbog toga što nije rođen u Rimu). Njegovi roditelji su bili poznati operski pevači u Torinu. Renato Raskel je kršten u Bazilici Svetog Petra i odrasta je u Rimu.
Sa 14 godina Renato je počeo da svira bubnjeve u plesnim salama širom Rima. Ubrzo nakon toga pridružio se sestrama Di Fiorenza kao glumac, plesač i klovn, a 1934. godine su ga angažirali za prvu veliku ulogu u opereti "Al Cavallino bianco". 1935. pridružio se Eleni Grej na svojoj prvoj inostranoj turneji po Africi.
Godine 1941. stvorio je sopstvenu pozorišnu kompaniju i počeo je da razvija svojstven humor koji će ga u narednim godinama okruniti kao izumitelja fraza "bez smisla" poput „dva prijatelja koja se nisu poznavala“. U to vreme stvorio je neke od svojih najpoznatijih likova, poput „Napoleon“ i „Il Corazziere“, što ga dovodi do ogromne popularnosti u Italiji. Godine 1942. snima prvi niz filmova "Pazzo d'amore", razvijajući i uspostavljajući svoju vrlo osebujnu vrstu humora. Među preko 60 filmova u kojima je glumio najpunatiji je bio "Il Cappotto", koji je dobio Zlatnu palmu u Kanu.
Takođe je igrao glavnu ulogu u „The Secret of Santa Vittoria“, „Seven hills of Rome“, „Questi fantasmi“ i „Figaro qua Figaro là“. Njegov uspeh posle Drugog svetskog rata uglavnom dolazi zahvaljujući njegovim glavnim ulogama u mjuziklima.
Dolaskom televizora u italijansko domaćinstvo, RAI (nacionalna italijanska televizija) poverava Raskelu ulogu zabavljača zemlje u prvoj emisiji koja se uživo emitirala subotom naveče. Raskel je predstavljao Italiju na Pesmi Evrovizije 1960. godine koja je održana u Londonu. Nastupio je dvanaesti, poslije nemačkog predstavnika Vin Hopa, a prije francuske predstavnice Žaklin Boaje (koja je i pobedila 1960. godine). Pevao je pesmu "Romantica". Na kraju je završio na osmom mestu sa 5 bodova, od 13 učesnika.
Raskel se u karijeri etablirao kao komičar i glumac, plesač, pevač i tekstopisac. Njegova najpoznatija pesma "Arrivederci Roma" nalazi se među tri najpoznatije italijanske pesme svih vremena. Napisao je i niz međunarodno poznatih pesama kao što su "Venticello de Roma", "Con un po 'di fantasia", "Vogliamoci tanto bene", "Romantica" i "Te voglio bene tanto tanto]".
Njegov poslednji javni nastup bio je 1990. u Rimu. Umro je u Rimu u klinici Villa Alexia, u noći između 2. i 3. januara 1991. godine.